# یواس‌اس سامار (پی‌جی-۴۱)
یواس‌اس سامار (پی‌جی-۴۱) (به انگلیسی: USS Samar (PG-41)) یک کشتی بود که طول آن ۱۲۱ فوت (۳۷ متر) بود.